# Notopais euaxos
Notopais euaxos är en kräftdjursart som beskrevs av Kelly L. Merrin och Bruce 2006. Notopais euaxos ingår i släktet Notopais och familjen Munnopsidae. Inga underarter finns listade i Catalogue of Life.